# Болдва
Болдва (мађ. Boldva) је село у Мађарској, у жупанији Боршод-Абауј-Земплен. Насеље је 15 km северна од Мишколц.

## Становништво
Етнички састав села до 2011. године:

Мађари - 75%

Цигани - 25%

## Галерија
- Католичка црква
- Између Шајошење и Болдва
- Историјска долина